# DreamWorks
DreamWorks (poznat kao i DreamWorks Pictures ili DreamWorks SKG) je američki filmski studio. Osim produkcije filmova DreamWorks proizvodi videoigre i televizijski program. Čak 10 filmova iz DreamWorksa je imalo zaradu veću od 100 milijuna američkih dolara zasebno. Najuspješniji film među njima je bio Shrek 2.
DreamWorks je osnovan 1994. kao pokušaj Stevena Spielberga, Jeffereya Katzenberga i Davida Geffena (prva slova njihovih prezimena daju drugu riječ u alternativnom nazivu DreamWorksa - DreamWorks SKG) da osnuju novi Hollywoodski studio. 2005. su se dogovorili da svoj studio prodaju Viacomu. Prodaja je završena 2006., a 2008. DreamWorks prekida suradnju s Paramountom i dalje nastavlja zajedničku produkciju s indijskom Reliance ADA grupom.

## Filmografija
Neki od mnogobrojnih filmova:
|  | - Spašavanje vojnika Ryana - Vrtlog života - Gladijator - Upoznajte roditelje - Evolucija - Umjetna inteligencija - Genijaln um - Put do uništenja - Uhvati me ako možeš - Izbrisani - Otok - Sanjarka: Nadahnuto istinitom pričom | - München - Završni udarac - Zastave naših očeva - Pisma s Iwo Jime - Sweeney Todd: Đavolji brijač Fleet Streeta - Tropska grmljavina - Terminal - Collateral - Niz nesretnih događaja - Upoznajte Fockerove - Krug 2 - Rat svjetova |

## Vanjske poveznice
- Službena stranica  Arhivirana inačica izvorne stranice od 22. studenoga 2013. (Wayback Machine)